# アンドレイ・カーパシー
アンドレイ・カーパシー（Andrej Karpathy、1986年10月23日 - ）は、スロバキア系カナダ人の計算機科学者であり、テスラにおいて人工知能およびオートパイロットビジョンのディレクターを務めた人物である。彼はOpenAIの共同設立者であり、以前は同社でディープラーニングおよびコンピュータビジョンを専門としていた。

## 幼少期
カーパシーはチェコスロバキア（現在のスロバキア）のブラチスラヴァで生まれ、15歳の時に家族とともにトロントへ移住した。彼は2009年にトロント大学で計算機科学および物理学の学士号を取得し、2011年にブリティッシュコロンビア大学で修士号を取得した。修士課程では、指導教官Michiel van de Panneのもと、物理シミュレーションによる人物（例えば、走る人や群衆の中の人）の研究を行った。
カーパシーは2015年にスタンフォード大学で李飛飛の指導の下、博士号を取得した。博士課程では、自然言語処理とコンピュータビジョンの融合、およびこのタスクに適したディープラーニングモデルに焦点を当てた研究を行った。

## 経歴
彼はスタンフォード大学で最初のディープラーニングコースであるCS 231n: Convolutional Neural Networks for Visual Recognitionを作成し、主任講師を務めた。このコースはスタンフォード大学で最大のクラスの一つとなり、2015年の150人から2017年には750人に増加した。
カーパシーは人工知能研究グループOpenAIの創設メンバーであり、2015年から2017年まで研究員として勤務した。2017年6月には、テスラの人工知能ディレクターに就任し、イーロン・マスクの直属となった。彼は2020年にMITテクノロジーレビューのInnovators Under 35の一人に選ばれた。数ヶ月間の休職の後、2022年7月にテスラを退社することを発表した。2023年2月現在、彼は人工ニューラルネットワークの構築方法に関する動画をYouTubeで公開している。
2023年2月9日、カーパシーはOpenAIに復帰することを表明した。
1年後、2024年2月13日、OpenAIの広報担当者はカーパシーがOpenAIを退社したことを認めた。